# Ja'ad (politická strana)
Ja'ad (hebrejsky: יעד; Cíl) byla izraelská politická strana existující v letech 1978–1981.

## Okolnosti vzniku a ideologie strany
Stranu založil 14. září 1978 poslanec Asaf Jaguri, který byl původně ve volbách roku 1977 zvolen za stranu Daš. Po jejím rozpadu založil vlastní politickou formaci. Strana kandidovala ve volbách roku 1981, ale nezískala mandáty protože nepřesáhla 1 % hlasů. Po volbách strana přestala fungovat.
Nesouvisí s podobně pojmenovaným politickým uskupením Ja'ad-Hnutí za lidská práva ze 70. let 20. století.